# Marie Nademlejnská
Marie Nademlejnská (ur. 27 czerwca 1896 w Pradze, zm. 24 stycznia 1974 tamże) – czeska aktorka filmowa i teatralna. 

## Wybrane role filmowe
- 1929: Neviňátka – Hamplova
- 1937: Biała zaraza (Bílá nemoc) – matka drugiego asystenta
- 1941: Hotel Błękitna Gwiazda (Hotel Modrá hvězda) – Fafejtová
- 1941: Cioteczka (Tetička) – głupia gospodyni cioci Berty
- 1942: Miasteczko na dłoni (Městečko na dlani) – żona górnika
- 1946: 13 komisariat (13. revír) – prostytutka Marion
- 1946: Ludzie bez skrzydeł (Muži bez křídel) – Burešova
- 1947: Skrzypce i sen (Housle a sen) – dama w dyliżansie
- 1947: Skradziona granica (Uloupená hranice) – Langerová
- 1948: Szewc Mateusz (O ševci Matoušovi) – Bedrníková
- 1951: Zahartowani (Zocelení) – Kolaříková
- 1952: Dolina śmierci (Mordová rokle) – babcia Bašusová
- 1952: Uśmiechnięty kraj (Usměvavá zem) – Skácelová
- 1953: Młodzieńcze lata (Mladá léta) – Parysová
- 1954: Z cesarsko-królewskich czasów opowiadań kilka (Haškovy povídky ze starého mocnářství) – dozorczyni
- 1955: Sobór w Konstancji (Jan Hus) – Štumpfnagelova
- 1956: Proszę ostrzej! (Zaostřit, prosím!) – panna Vinklářová, urzędniczka
- 1957: Przeciw wszystkim (Proti všem) – Šimonova
- 1959: Majowe gwiazdy (Májové hvězdy / Майские звёзды) – sąsiadka Nováka
- 1964: Gdzie twoje miejsce (Místo v houfu) – wieśniaczka
- 1970: Młot na czarownice (Kladivo na čarodějnice) – Davidka

## Źródła
- Marie Nademlejnská w bazie IMDb (ang.)
- Marie Nademlejnská w bazie Filmweb
- Marie Nademlejnská w bazie Kinobox.cz (cz.)
- Marie Nademlejnská. w bazie ČSFD.cz. (cz.).
- Marie Nademlejnská. w bazie FDb.cz. (cz.).